# Moschea Manastır
La Moschea Manastır (in turco Manastır Mescidi, anche Mustafa Çavuş Mescidi, dove mescit è il termine turco per una piccola moschea) è una ex chiesa ortodossa convertita in moschea dagli Ottomani e ora dismessa. Né gli scavi archeologici né le fonti medievali hanno permesso di trovare una risposta soddisfacente alla sua originale dedica come chiesa. È tuttavia possibile che il piccolo edificio facesse parte del monastero bizantino dedicato alle Santi Martiri Menodora, Metrodora e Ninfodora (in greco Μονῆ τῶν Άγίων Μηνοδώρας, Μητροδώρας καὶ Νυμφοδώρας?), o fosse un annesso del convento di suore di Kyra Martha (in greco Μονῆ τἠς Κυράς Μάρθας?). L'edificio è un esempio minore di architettura bizantina a Costantinopoli, ed è importante per ragioni storiche.

## Ubicazione
La struttura medievale si trova a Istanbul, nel distretto di Fatih, nella mahalle di Topkapı, sul lato sud di Turgut Özal Millet Caddesi, a circa seicento metri a sud est della porta Topkapı delle mura della città. L'edificio è facilmente raggiungibile dal centro tramite il tram T1.

## Storia

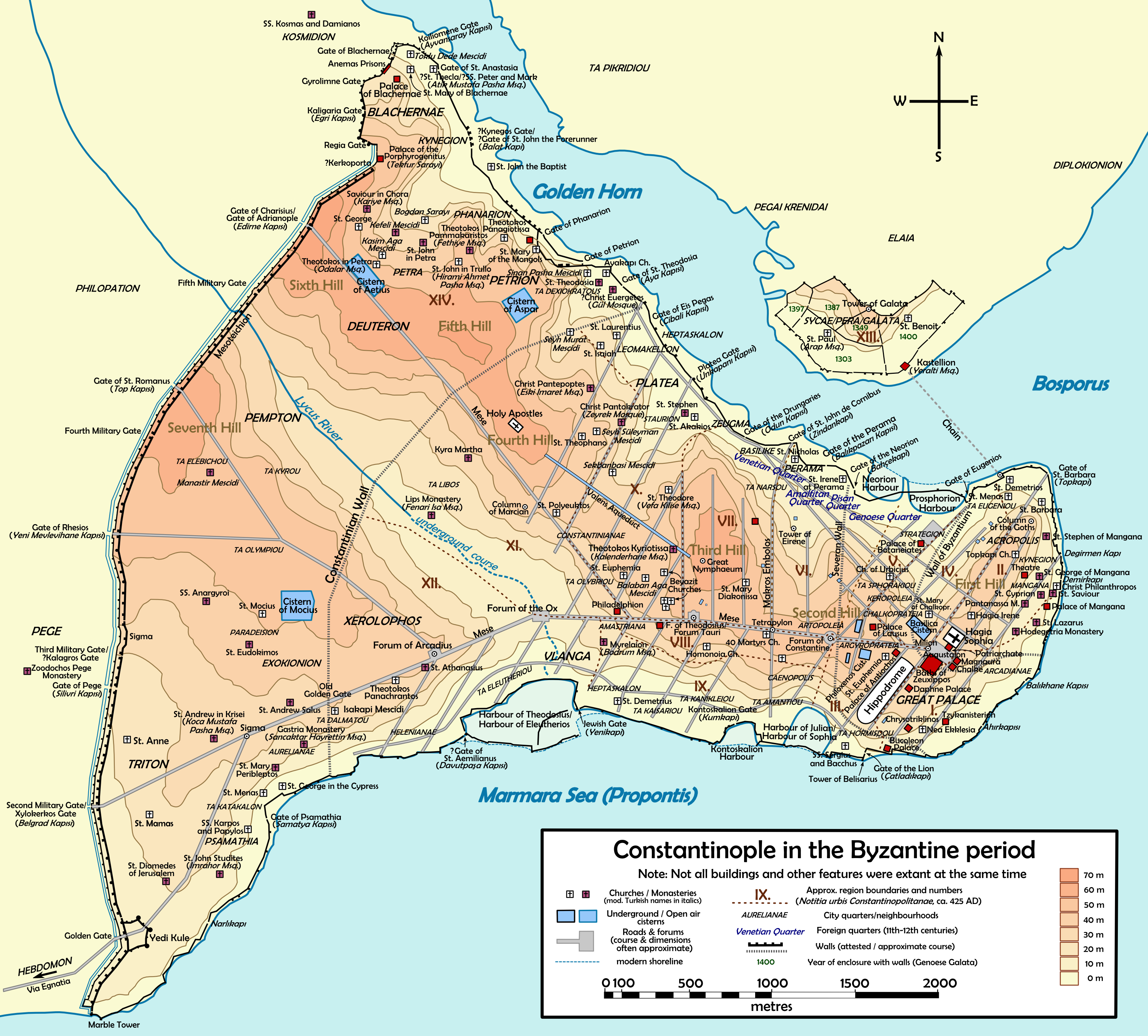
Mappa di Costantinopoli bizantina. La Moschea Manastir si trova vicino alla sezione centrale delle mura terrestri.

L'origine di questo edificio, che si trova sulla settima collina di Costantinopoli, non è chiara. Come suggerisce il nome turco, è possibile che fosse una piccola cappella appartenente a un monastero, forse quello dedicato alle Sante Martiri Menodora, Metrodora e Ninfodora, che esisteva vicino alla Porta di San Romano (oggi Topkapi, in turco "Porta del cannone"), nel quartiere di Costantinopoli chiamato ta Elebichou. Nella prima metà del XIV secolo, un certo Phokas Maroulas, domestikos della tavola imperiale, restaurò la chiesa e la dedicò alla Theotókos, fondando un piccolo monastero.
Secondo un'altra ipotesi, il piccolo edificio potrebbe essere un annesso del monastero di Kyra Martha. Questo fu fondato nel 1268 da Maria, sorella dell'imperatore Michele VIII Paleologo. Una volta vedova, essa prese i voti prendendo il nome di Martha e fondò il convento che portava il suo nuovo nome. Il monastero divenne proprietà personale dei Paleologi. Poco dopo la caduta di Costantinopoli, Mustafa, un çavuş ("paggio") del Sultano Maometto II, convertì l'edificio in una mescit ("oratorio"). Durante gli anni 1956-58 gli edifici che si affollavano intorno alla piccola moschea furono abbattuti durante l'apertura di Turgut Özal Caddesi e da allora il suo uso come luogo di culto cessò. Ora l'edificio è incorporato nel muro di cinta di una delle rimesse degli autobus della città di Istanbul, e, a causa della sua posizione, esso non può essere visitato senza il permesso scritto della compagnia di autobus.

## Descrizione

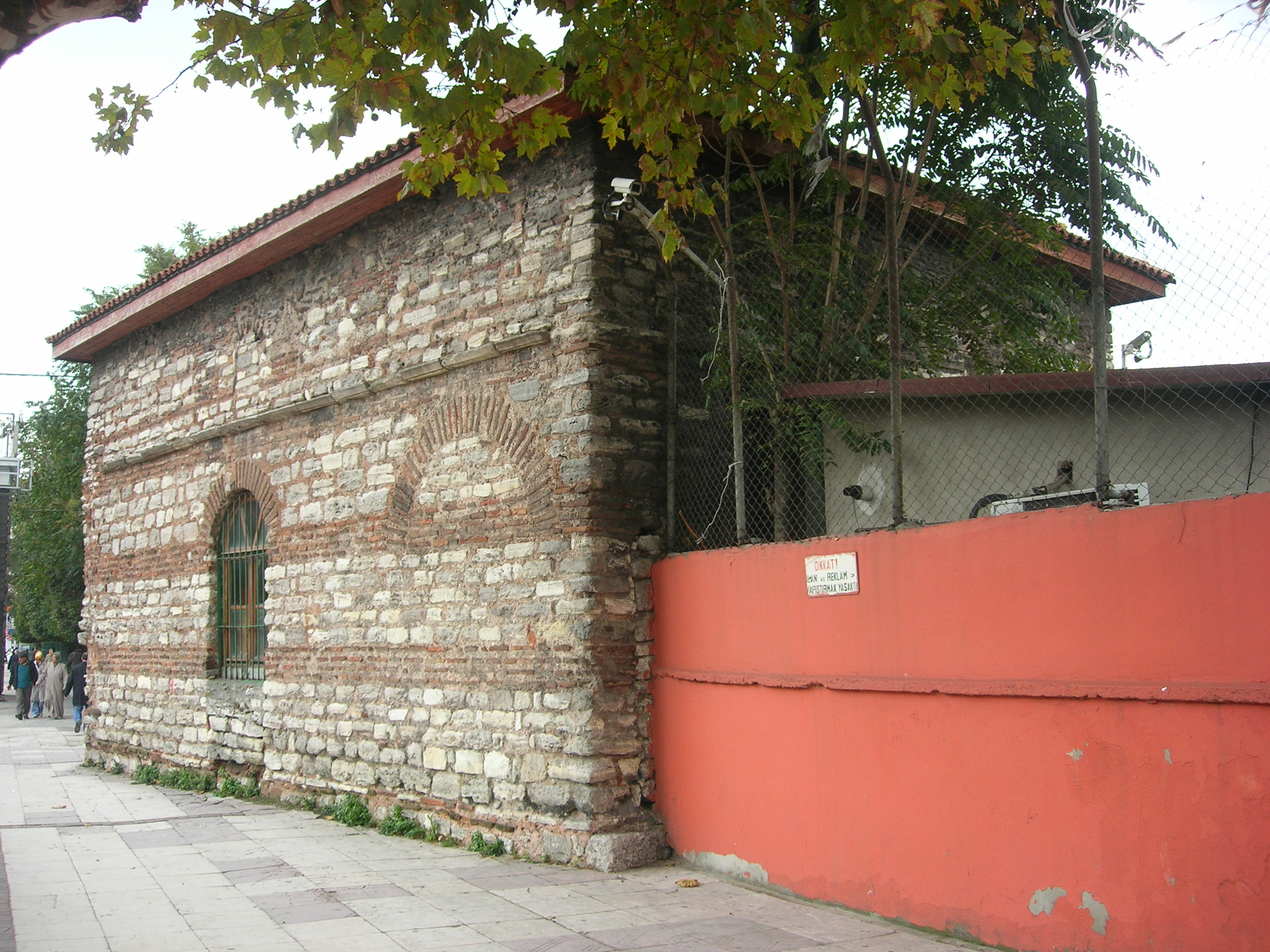
Il lato nord con la muratura.

A causa delle sue piccole dimensioni, l'edificio non può essere identificato come una chiesa, ma piuttosto come un oratorio appartenente a un monastero. L'edificio ha una forma rettangolare e oggi ha un'unica navata con tre absidi proiettanti verso est e un nartece ad ovest. La decorazione degli interni è, per la maggior parte, non sopravvissuta. Solo due capitelli scolpiti e martellati, parte della triplice arcata tra il nartece e la naos, sono ancora in situ. Anche il tetto e le finestre sono stati modificati. Gli scavi durante gli anni '60 hanno dimostrato che la pianta originale dell'edificio era più complessa. La chiesetta aveva tre navate (possibilmente sormontate da una cupola) e un bema tripartito. Sul lato ovest si trovava un esonartece sormontato da una volta, mentre nel lato sud fu costruita una piccola cappella con esonarteci su tre lati. Sulla base della sua opera muraria e della pianta, l'edificio può essere datato alla fine dell'XI secolo, sebbene secondo altri studiosi l'apparecchiatura muraria potrebbe anche risalire all'età paleologa (XIII-XV secolo).